# Adam Dzianott
Adam Dzianott h. Dzianott (ur. 23 października 1894 w Krościenku, zm. 15 listopada 1981 w Tarnowie) – polski żołnierz, oficer c. i k. armii, podpułkownik dyplomowany artylerii Wojska Polskiego.
W czasie I wojny światowej służył jako kadet, a następnie podporucznik w 20 pułku piechoty c.k. armii. Ranny w bitwie pod Gorlicami, powrócił do pułku jako dowódca kompanii. W lipcu 1916 dostał się do niewoli rosyjskiej. Zwolniony we wrześniu 1918, dołączył do 5 Dywizji Strzelców Polskich, w której służył m.in. jako dowódca kompanii w 2 pułku strzelców polskich. Po kapitulacji dywizji ponownie znalazł się w niewoli rosyjskiej, z której został zwolniony w styczniu 1921, po wejściu w życie zawieszenia broni między Polską a Rosją Bolszewicką.
W okresie międzywojennym pozostał oficerem zawodowym w Wojsku Polskim. Służył m.in. jako szef sztabu 9. Dywizji Piechoty oraz dowódca baterii, dywizjonu, a ostatecznie dowódca całego 9 pułku artylerii ciężkiej (od 1938).  Wraz ze swoją jednostką Dzianott wziął udział w obronie Warszawy podczas kampanii wrześniowej. Po kapitulacji miasta dostał się do niewoli, resztę II wojny światowej spędził w niemieckich obozach jenieckich. Po wyzwoleniu przez dwa lata służył w Polskich Siłach Zbrojnych, następnie powrócił do kraju. Do emerytury pracował w Polskiej Agencji Eksportu Drewna, a następnie w latach 1951–1963 w Miejskim Przedsiębiorstwie Remontowo-Budowlanym w Jaśle.

## Życiorys
Urodził się w rodzinie Ludwina Aleksandra Józefa Tomasza (1864–1897) i Aleksandry Władysławy Walerii ze Śmiałowskich (1867–1961). Był młodszym bratem Eugenii po mężu Dzikiewicz (1891–1970) i Haliny Marii Franciszki po mężu Chwalibóg (1893–1954). Uczęszczał do gimnazjum nr 1 Nowym Sączu, w którym 12 czerwca 1914 roku zdał maturę. W lutym 1913 roku rozpoczął naukę w szkole podoficerskiej Związku Strzeleckiego, którą ukończył we wrześniu 1914 roku.
Po wybuchu wojny powołany został do wojska jako jednoroczny ochotnik. Od 4 września 1914 roku służył w 20 pułku piechoty, od kwietnia 1915 roku jako kadet-aspirant. Uczestniczył w ofensywie gorlickiej, podczas której w maju został ranny. Od października 1915 do kwietnia 1916 roku był słuchaczem Szkoły Oficerów Rezerwy w Przemyślu. Powrócił do 20 pułku piechoty w stopniu podporucznika, początkowo jako dowódca plutonu, a następnie kompanii. W lipcu 1916 roku dostał się do niewoli rosyjskiej i został osadzony w obozie jenieckim w Nowosybirsku.
We wrześniu 1918 roku został zwolniony i wcielony do 1 pułku strzelców polskich im. Tadeusza Kościuszki. Od września do listopada 1918 roku odbywał przeszkolenie w szkole oficerskiej wojska polskiego na Syberii, a następnie, od 22 lutego 1919 r. został przydzielony jako adiutant do II batalionu 2 pułku strzelców polskich. 20 czerwca 1919 roku objął dowództwo kompanii tej jednostki. Brał udział w walkach z siłami bolszewickimi przy ochronie Kolei Transsyberyjskiej. Po kapitulacji 5 Dywizji Strzelców Polskich Adam Dzianott ponownie dostał się do niewoli rosyjskiej, i przebywał w niej aż do stycznia 1921 roku, gdy wrócił do Polski w ramach wymiany jeńców po zawarciu traktatu ryskiego.

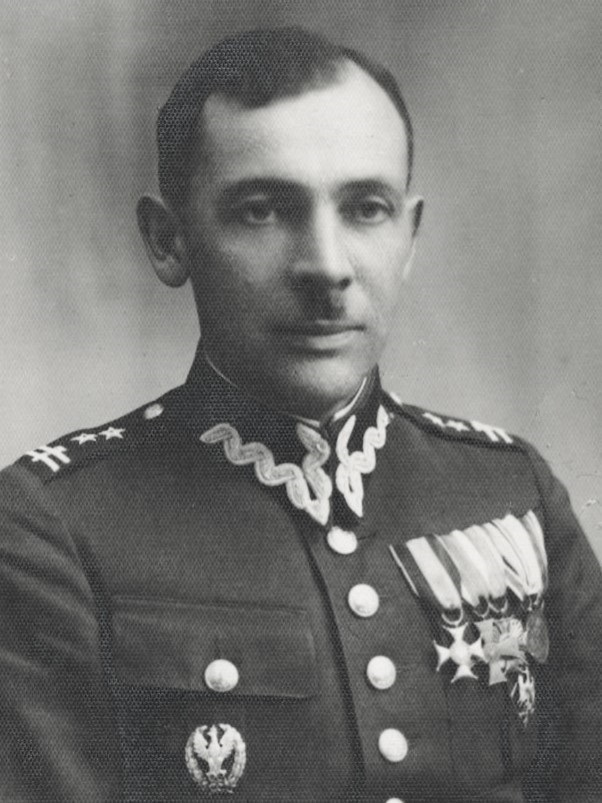
Adam Dzianott przed 1934

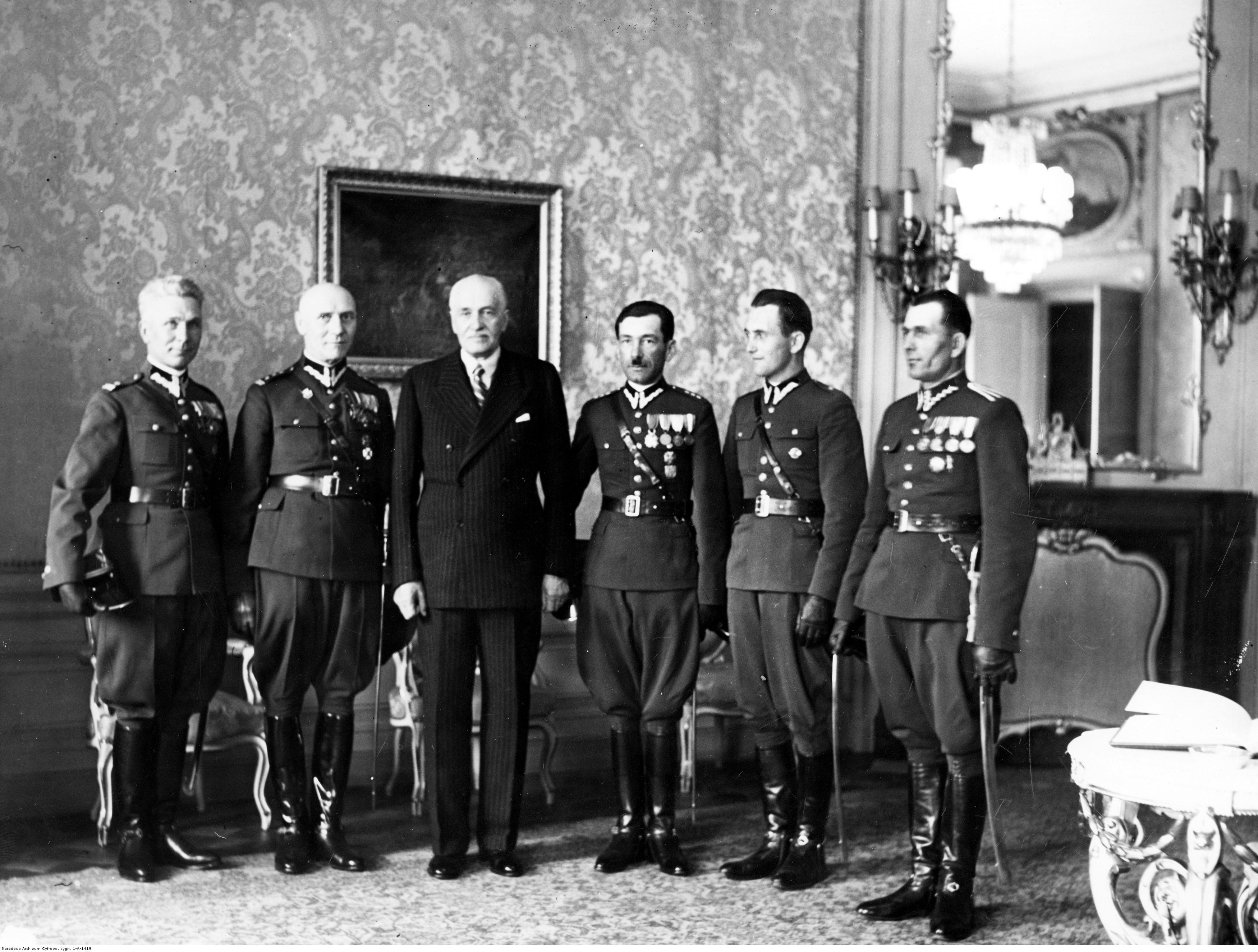
Delegacja 9 pac u prezydentai RP Ignacego Mościckiego – Adam Dzianott 4. od lewej; maj 1938

3 maja 1922 roku został zweryfikowany w stopniu kapitana ze starszeństwem z dniem 1 czerwca 1919 roku i 1394. lokatą w korpusie oficerów piechoty, a jego oddziałem macierzystym był 82 pułk piechoty. Następnie został kierowany na przeszkolenie do Szkoły Młodszych Oficerów Artylerii w Toruniu. 15 lutego 1923 roku został przeniesiony z korpusu oficerów piechoty do korpusu oficerów artylerii w stopniu kapitana ze starszeństwem z dniem 1 czerwca 1919 roku i 346.1 lokatą z równoczesnym wcieleniem do 9 pułku artylerii ciężkiej w Siedlcach. W pułku objął dowództwo 8. baterii. W styczniu 1927 roku objął dowództwo I dywizjonu tegoż pułku, który był detaszowany w Brześciu. 27 kwietnia 1929 roku został przeniesiony do dowództwa 9 Grupy Artylerii w Brześciu na stanowisko oficera sztabu. 6 lipca 1929 roku otrzymał przeniesienie na dowódcę I dywizjonu 9 pac.
4 czerwca 1927 poślubił Marię z Zarembów (1895–1951), z którą mieli syna Jana (ur. 1928).
20 grudnia 1929 roku, po ukończeniu kursu próbnego i odbyciu „przepisanego stażu liniowego”, został powołany do Wyższej Szkoły Wojennej w Warszawie, w charakterze słuchacza Kursu 1929/1931. Z dniem 1 września 1931 roku, po ukończeniu kursu i otrzymaniu dyplomu naukowego oficera dyplomowanego, został przeniesiony do dowództwa 9 Dywizji Piechoty w Siedlcach na stanowisko szefa sztabu. 17 stycznia 1933 roku został awansowany na podpułkownika ze starszeństwem z dniem 1 stycznia 1933 roku i 16. lokatą w korpusie oficerów artylerii. 26 stycznia 1934 roku ogłoszono jego przeniesienie do 7 pułku artylerii lekkiej w Częstochowie na stanowisko zastępcy dowódcy pułku. W sierpniu 1934, po zakończeniu stażu, przez kolejne cztery lata wykładał na Wyższej Szkole Wojennej, początkowo taktykę artylerii, a następnie operacyjną służbę sztabów.

W opinii Edwarda Śmigłego-Rydza z 1934: 

Inteligencja duża i ruchliwa, duże wyrobienie taktyczne – jako artylerzysta ma duży zmysł praktyczności i poczucie tego co jest wykonalne.

W maju 1938 roku ponownie przeniesiony został do 9 pułku artylerii ciężkiej – jednakże tym razem jako dowódca tej jednostki. Stanowisko to sprawował aż do września 1939 roku.
5 września 1939 9 pac zakończył mobilizację i został przetransportowany do Warszawy, gdzie postanowiono o pozostawieniu go na miejscu jako część obrony odcinka „Warszawa-Zachód”. 8 września Dzianottowi powierzono dowództwo artylerii odcinka. Pułk walczył pod dowództwem Dzianotta aż do kapitulacji Warszawy. 29 września, przed opuszczeniem miasta, Adam Dzianott odznaczony został Krzyżem Walecznych oraz Krzyżem Złotym Orderu Virtuti Militari.
Jako jeniec wojenny Dzianott spędził kilka miesięcy w Oflagu IV B w Saksonii. Następnie przeniesiony został do Oflagu VII A w Murnau am Staffelsee, gdzie spędził resztę wojny. W kwietniu 1945 oflag wyzwoliły wojska amerykańskie. Dzianott uzyskał przydział do Polskich Sił Zbrojnych, i został zastępcą dowódcy bazy kwatermistrzowskiej 2 Korpusu. Po dwóch latach, w związku z rozwiązaniem Polskich Sił Zbrojnych, powrócił do Polski.
Nie wrócił już do służby wojskowej. W 1948 podjął pracę w Polskiej Agencji Eksportu Drewna w Tarnowie, jednakże już w 1950, na skutek interwencji Urzędu Bezpieczeństwa został z niej zwolniony. W latach 1951–1963 pracował jako starszy planista w Miejskim Przedsiębiorstwie Remontowo-Budowlanym w Jaśle. W 1954 na skutek działań służb bezpieczeństwa ponownie groziło mu zwolnienie z pracy, do czego jednak nie doszło po proteście pracowników. Zmarł 15 listopada 1981 w Tarnowie. Pochowany został na cmentarzu komunalnym w Tarnowie-Krzyżu (sektor 2 D-1-1).

## Ordery i odznaczenia
- Krzyż Złoty Orderu Wojennego Virtuti Militari (1939)
- Krzyż Srebrny Orderu Wojskowego Virtuti Militari nr 7727 (1922)
- Krzyż Niepodległości (28 grudnia 1933)[22]
- Krzyż Kawalerski Orderu Odrodzenia Polski (1938)
- Krzyż Walecznych „za czyny męstwa i odwagi wykazane w bojach toczonych w latach 1918–1921”
- Krzyż Walecznych „za czyny męstwa i odwagi wykazane w wojnie rozpoczętej 1 września 1939 roku”
- Złoty Krzyż Zasługi (10 listopada 1928)[23]
- Medal Pamiątkowy za Wojnę 1918–1921 (1928)
- Medal Dziesięciolecia Odzyskanej Niepodległości (1928)
- Medal Wojny 1939–1945 (Wielka Brytania, 1945)[24]
- Medal Zwycięstwa (Médaille Interalliée) (1928)